# Rab Butler
Rab Butler, właśc. Richard Austen Butler (ur. 9 grudnia 1902 w Attock Serai w Indiach, zm. 8 marca 1982 w Great Yeldham w hrabstwie Essex) – brytyjski polityk, członek Partii Konserwatywnej, minister w rządach Winstona Churchilla, Anthony’ego Edena, Harolda Macmillana i Aleca Douglasa-Home’a.

## Życiorys
Urodził się w Indiach. W dzieciństwie przeżył wypadek podczas jazdy konnej, w wyniku którego odniósł poważną kontuzję prawej ręki. Kontuzja ta uniemożliwiła mu później odbycie służby wojskowej. Butler odebrał wykształcenie w Marlborough College, a następnie w Pembroke College na Uniwersytecie Cambridge. Studiował język francuski, niemiecki, historię i stosunki międzynarodowe. W 1924 r. został przewodniczącym Cambridge Union Society. Po studiach pozostał na uniwersytecie jako wykładowca XIX-wiecznej historii Francji do 1929 r., kiedy to został wybrany do Izby Gmin jako reprezentant okręgu Saffron Walden.
Jego pierwszym stanowiskiem był urząd parlamentarnego prywatnego sekretarza ministra ds. Indii, Samuela Hoare’a. W 1932 r. został podsekretarzem stanu w ministerstwie ds. Indii. W latach 1937–1938 był parlamentarnym sekretarzem w ministerstwie pracy. W 1938 r. został podsekretarzem stanu w ministerstwie spraw zagranicznych. Zaliczał się do grona zwolenników polityki appeasementu.
Latem 1941 r. został przewodniczącym Rady Edukacji. Doprowadził w 1944 r. do uchwalenia Education Act, który wprowadzał podział szkół średnich na trzy typy: grammar schools (w których kładziono nacisk na przedmioty intelektualne), secondary technicals school (odpowiednik techników) oraz secondary modern schools (miały przygotowywać do mniej wymagających zawodów). Pod koniec wojny Butler został ministrem pracy w dozorującym gabinecie Churchilla.
Po porażce konserwatystów w wyborach parlamentarnych 1945 r. stanął na czele Conservative Research Department i pozostał na tym stanowisku do 1964 r. Po powrocie Partii Konserwatywnej do władzy w 1951 r. został Kanclerzem Skarbu. W 1953 r. zastępował premiera Churchilla, kiedy ten doznał udaru mózgu. Kiedy premierem został w 1955 r. Anthony Eden, Butler został lordem tajnej pieczęci i przewodniczącym Izby Gmin. Po rezygnacji Edena w 1957 r. Butler był jednym z kandydatów na nowego premiera, ale ostatecznie został nim Harold Macmillan. Nowy premier utrzymał Butlera na dotychczasowych stanowiskach, powierzył mu także tekę ministra spraw wewnętrznych. W 1959 r. przestał być Lordem Tajnej Pieczęci, a w 1961 r. przewodniczącym Izby Gmin. W latach 1959–1961 był przewodniczącym Partii Konserwatywnej. Po „nocy długich noży” w 1962 r. otrzymał stanowiska wicepremiera i pierwszego sekretarza stanu.
Butler ponownie stał się kandydatem na premiera po rezygnacji Macmillana w 1963 r. Ponownie jednak nie otrzymał tego stanowiska, nowym premierem został Alec Douglas-Home, który mianował Butlera ministrem spraw zagranicznych. Butler pozostał na tym stanowisku do wyborczej porażki konserwatystów w 1964 r. Do 1965 r. odpowiadał za sprawy zagraniczne w gabinecie cieni. W 1965 r. został kreowany parem dożywotnim jako „baron Butler of Saffron Walden” i zasiadł w Izbie Lordów.
W 1965 r. został rektorem Trinity College na Uniwersytecie Cambridge. Wcześniej, w latach 1956–1959, był rektorem University of Glasgow. W latach 1966–1982 był kanclerzem Uniwersytetu Essex. W latach 1964–1965 był najstarszym deputowanym w Izbie Gmin (Father of the House). Był kawalerem Orderu Kawalerów Honorowych. W 1971 r. został kawalerem Orderu Podwiązki.
Jego syn, Adam, był również konserwatywnym deputowanym oraz ministrem w administracji Margaret Thatcher.